# ریگی افوسو
ریگی افوسو (انگلیسی: Reagy Ofosu؛ زادهٔ ۲۰ سپتامبر ۱۹۹۱) بازیکن فوتبال اهل آلمان است.
از باشگاه‌هایی که در آن بازی کرده‌است می‌توان به باشگاه ورزشی یونیورسیتاتئا کرایووا، ایسترا ۱۹۶۱، اینگولشتات ۰۴، اسپارتاک ترناوا، کمنیتس، یونیکوس، احد، ان‌ئی‌سی نایمخن، و بورسااسپور اشاره کرد.